# Acuario de Osaka
El Acuario de Osaka (海遊館 Kaiyuukan) es un acuario localizado en Minato-ku, cerca de la bahía de Osaka (Japón). El acuario está a unos 5 minutos caminando desde la estación de Osakako de la línea Chuo (metro de Osaka).

## Especies
En el acuario se exhiben aproximadamente 470 especies, aunque la mayoría de los visitantes van a ver a los tiburones ballenas.